# Рисове вино

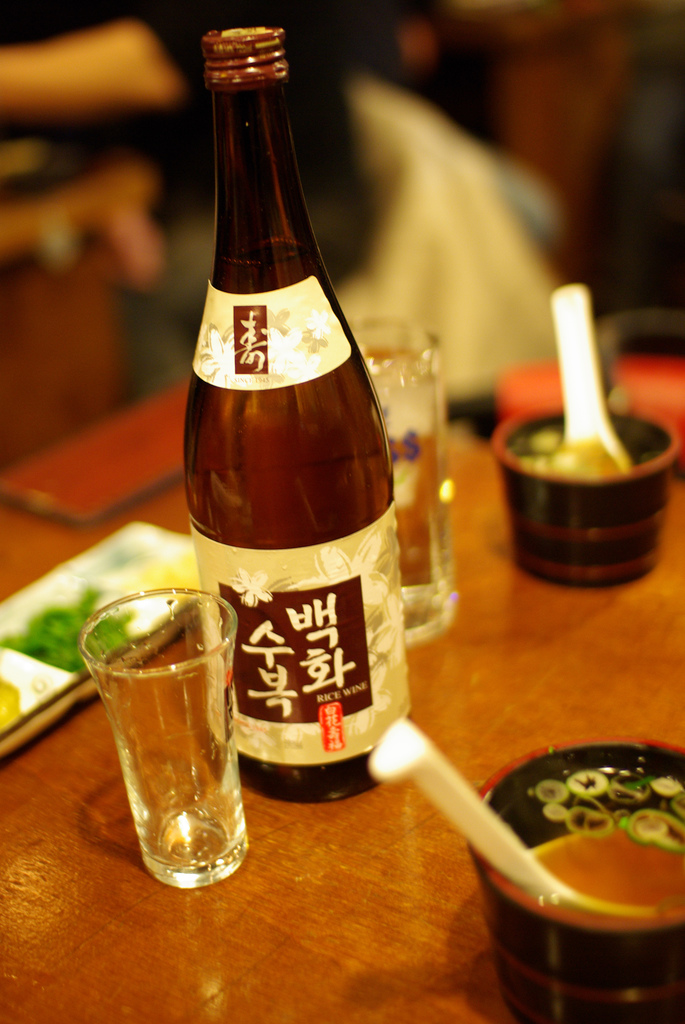
Пляшка корейського рисового вина «Чхонджу»

Рисове вино — алкогольний напій з рису, традиційно напій вживають в Східній, Південно-Східній та Південній Азії. Виготовляють з ферментованого рисового крохмалю, який був перетворений в цукор. Джерелом ферментів, які перетворюють крохмаль в цукор, є мікроби. 
Рисове вино зазвичай містить 18-25 % алкоголю. Відоме понад 9000 років. Використовують в азійській гастрономії на офіційних вечерях, бенкетах та в кулінарії, а також у релігійному і церемоніальному контексті.

## Різновиди

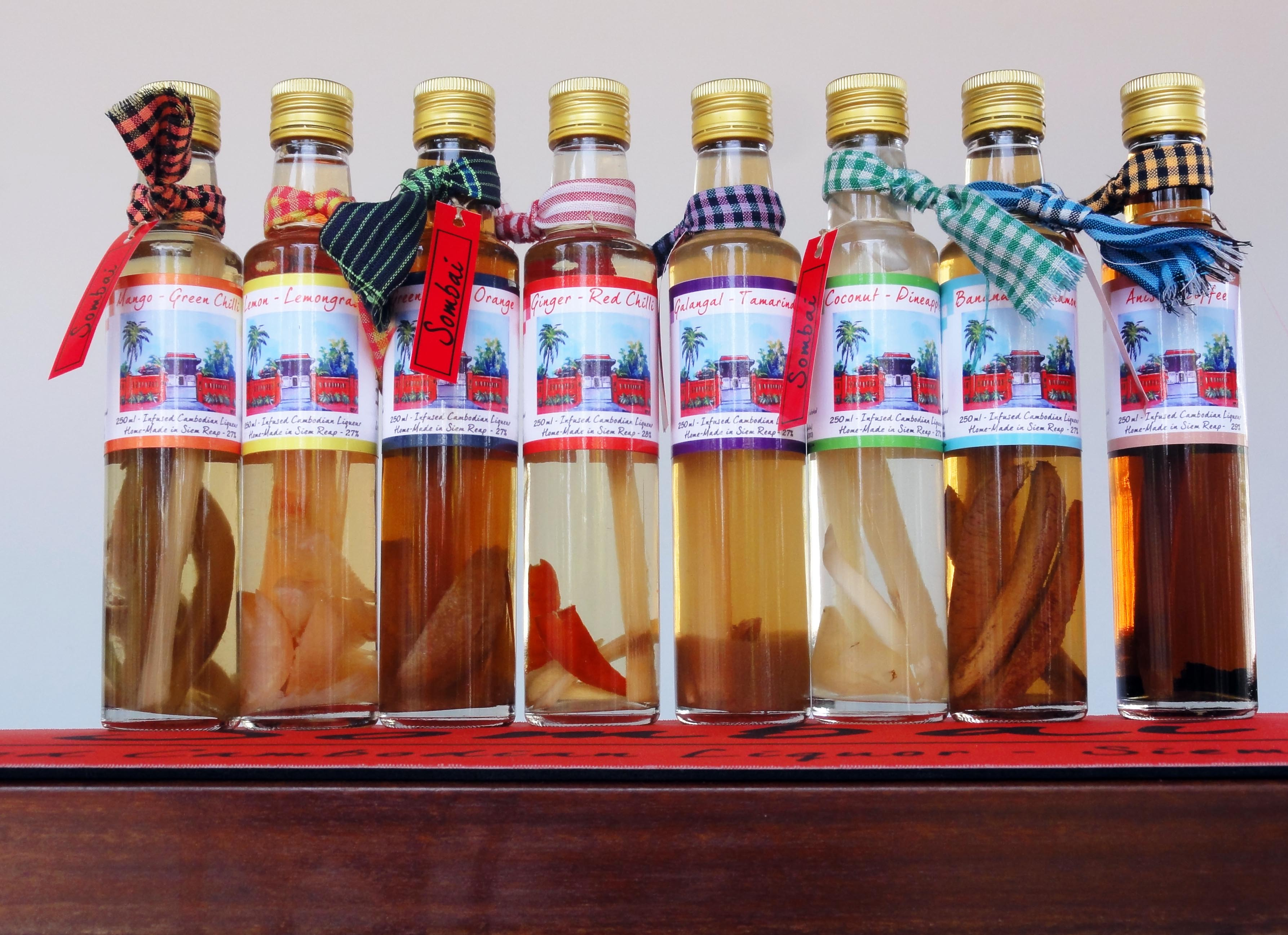
Пляшка Sombai (камбоджійський рисовий лікер).

Нижче перераховані деякі види рисового вина:
- Ара — бутанське рисове, просове або кукурудзяне вино.
- Брем[en] — балійське рисове вино.
- Чхонджу[en] — світле, очищене рисове вино з Кореї.
  - Якчу[en] — різновид чхонджу.
- Cholai — червоне рисове вино з Західної Бенгалії, Індія.
- Чоуцзю[en] — молочне вино з клейкого рису, популярне в Сіані, Китай.
- Камджу[en] — молочне світле рисове вино з Кореї.
- Gwaha-ju — кріплене рисове вино, так зване, «літнє вино» з Кореї.
- Hariya — біле або водянисте рисове вино з Індії.
- Хуан цзю[en] — китайське ферментоване рисове вино, буквально «жовте вино» або «жовтий лікер», з кольором від прозорого до коричневого або коричневого-червоного.
- Лао-лао[en] — очищене рисове вино з Лаосу.
- Lihing — казадан-дусунське[en] рисове вино з Сабаху (Східна Малайзія).
  - Tapai — різновид Lihing.
- Макколі — молочне рисове вино з Кореї.
- Мицзю[en] — очищене солодке китайське рисове вино/лікер з ферментованого клейкого рису.
- Мірін — японське, дуже солодке рисове вино, зазвичай його використовують у кулінарії.
- Rượu cần — в'єтнамське рисове вино, яке заведено пити довгими тонкими бамбуковими трубочками.
- Сато — рисове вино, що походить з Ісаану, регіону на північному сході Таїланду.
- Шаосин[en] — рисове вино з Шаосину (китайська провінція Чжецзян), імовірно, найвідоміше китайське рисове вино.
- Сомбай[en] — камбоджійське рисове вино/настоянка на цукровій тростині, фруктах та прянощах всередині пляшки.
- Сонті[en] — індійське рисове вино.
- Тапуй[en] — очищене рисове вино з Гірської провінції (Філіппіни).
- Туак — даякське рисове вино з Калімантану (Індонезія) і Сараваку (Малайзія).